# Hao Haidong
Hao Haidong (Qingdao, China, 25 de agosto de 1970), (en chino, 郝海東) es un exfutbolista chino, se desempeñaba como delantero, y es recordado como el mejor delantero de la historia de China. Es el máximo goleador de la selección de fútbol de China, con 41 tantos.

## Selección nacional

### Participaciones en Copas del Mundo
| Mundial                        | Sede                  | Resultado    | Partidos | Goles |
| ------------------------------ | --------------------- | ------------ | -------- | ----- |
| Copa Mundial de Fútbol de 2002 | Corea del Sur y Japón | Primera fase | 3        | 0     |

### Participaciones en Copas de Asia
| Copa               | Sede  | Resultado        | Partidos | Goles |
| ------------------ | ----- | ---------------- | -------- | ----- |
| Copa Asiática 1992 | Japón | Tercer lugar     | 5        | 1     |
| Copa Asiática 1996 | EAU   | Cuartos de final | 4        | 0     |
| Copa Asiática 2004 | China | Subcampeón       | 5        | 2     |

## Clubes
| Club                | País       | Año       |
| ------------------- | ---------- | --------- |
| Bayi FC             | China      | 1986-1999 |
| Dalian Shide        | China      | 1997-2005 |
| Sheffield United FC | Inglaterra | 2005-2007 |

## Palmarés
Dalian Shide
- Super Liga China: 1996-97, 1997-98, 1999-00, 2000-01, 2001-02
- China FA Cup: 2001
- Supercopa de China: 1997, 2001, 2003

- Datos: Q380269